# Powiat Nagykálló
Powiat Nagykálló (węg. Nagykállói járás) – jeden z jedenastu powiatów komitatu Szabolcs-Szatmár-Bereg na Węgrzech. Siedzibą władz jest miasto Nagykálló.

## Miejscowości powiatu Nagykálló
- Balkány
- Biri
- Bököny
- Érpatak
- Geszteréd
- Kállósemjén
- Nagykálló
- Szakoly